# جواهرات سلطنتی پادشاهی بریتانیا
جواهرات سلطنتی پادشاهی بریتانیا (انگلیسی: Crown Jewels of the United Kingdom) عنوان تعداد مشخصی از جواهرات مربوط به تاج و تخت پادشاهی بریتانیا است که در حدود ۱۴۰ قطعه می‌باشند و در برج لندن نگهداری می‌گردند. در این مجموعه اشیا مختلفی اعم از لباس‌ها، شنل، حمایل‌ها و غیره وجود دارد که پادشاهان و ملکه‌های بریتانیا در هنگام تاجگذاری از آنها استفاده می‌نمودند.